# Super Mario Bros.: The Lost Levels
A Super Mario Bros.: The Lost Levels egy platformjáték, melyet a Nintendo adott ki eredetileg Japánban Super Mario Bros. 2 címen 1986. június 3-án Family Computer Disk System konzolra.

## Játékmenet
A játékmenetben több, jelentős változtatást vittek véghez. A legszembetűnőbb az, hogy ezt a játékot nem lehet kétjátékos módban játszani - vagy Marióval vagy Luigival lehet csak lenni. Viszont ebben a játékban van különbség a testvérek között: Mario a megszokott módon viselkedik ellenben Luigival, mivel ő magasabbra és messzebbre tud ugrani - ennek hátulütője az, hogy kevésbé irányítható. A zenék és a textúrák javarészt ugyanazok, mint a Super Mario Bros.-ban is, viszont részletesebb, mint az előző részben.
A játék az elődje forgatókönyvét ismétli. Nyolc világ, mindegyikben négy pálya. Az 1. világtól a 7. világig a játékos felveszi a harcot a hamis Bowserrel szemben, míg az utolsó 8. világban a valódi Bowserrel kell megküzdeni. A 8 alapvilágon kívül találhatunk egy 9. világot is, mely Fantasy World-ként is ismert és hasonlít a Super Mario Bros. mínuszos világára. Ennek eléréséhez a játékot a Warp Zone segítsége nélkül kell végigjátszani. További négy bónusz világ is feloldható a játékban, melyhez a játékosnak nyolcszor kell a játékot teljesítenie. Ezután elérhetővé válnak a "betűs" pályák (A-D = 10-13).
A játékban nincsenek új ellenfelek, viszont többnek megváltozott a viselkedése: a Goombák, Koopa Troopák és Lakituk a vizes pályákon is megjelenhetnek, míg a Cheep-Cheepek, Blooperek a szárazföldi pályákon is megtalálhatóak. A piros Piranha Plantek agresszívabbak lettek, akkor is előbukkannak, ha a játékos a csövön áll.

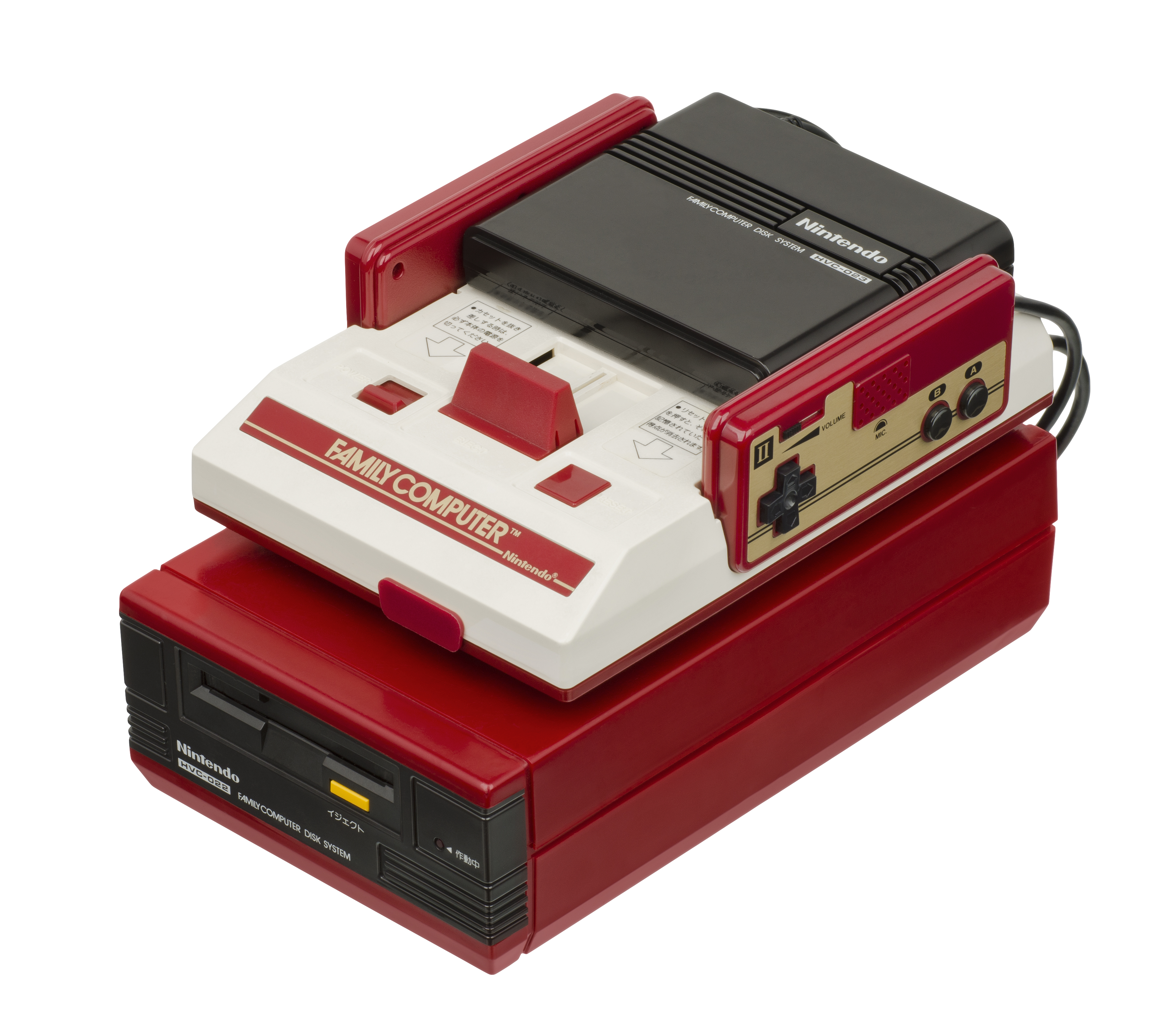
A FamiCom a Disc Systemmel

A játék újdonsága a mérges gomba (Poison Mushroom), amennyiben a játékos felveszi, visszaváltozik kicsi méretbe; ha kicsi méretű a játékos, akkor elveszít egy életet. Ezek felismerhetők a fekete pöttyeikről, viszont az új játékokban már lilás árnyalatot kapott és halálfej van a kalapjára rajzolva. Egy másik újdonság a szélvihar: annyira erős, hogy képes a játékost lecsúsztatni a platformról. Irányát a képernyőn átmenő falevelek mutatják. Szintén újítás, hogy most már zöld tetejű rugók is vannak a játéktéren - ezekkel sokkal magasabbra lehet ugrani, mint a piros tetejűekkel.

## A fejlesztés
A játékot FDS-re Mijamoto Sigeru és Takashi Tezuka készítette. A játék nagyon hasonlít elődjére, csak nehezebb. A pályák azoknak készültek, akik remekül elsajátították a Super Mario Bros.-t.
Amerikában nem adták ki ezt a játékot, helyette létrehozták a Super Mario Bros. 2 című játékot, ami tulajdonképpen a Doki Doki Panic átdolgozása. Chris Kohler: The secret history of Super Mario Bros. 2 (angol nyelven) (HTML), 2011. április 4. [2014. július 18-i dátummal az eredetiből archiválva]. (Hozzáférés: 2014. augusztus 6.)

## Fogadtatás és utófelhasználás
A játékból Japánban 2,5 millió példányban adtak el, ezzel ez a legsikeresebb játék a FDS alatt.
A játék hozzátartozik a Mario-standardhez, ugyanis a játékmechanikát (pl. Luigi nagyobbat ugrik, de csúszik), tárgyakat (mérgesgomba a Mario Kartban) később felhasználták.

## Nem használt grafikák
A játékban található három darab, a pályákon egyszer sem használt grafikák, melyek a következők:
- kaktusz (háttér)
- két földgrafika (egy fel nem tűnik, egy a játék kézikönyvében látható)

## Fordítás
Ez a szakasz részben vagy egészben a Super Mario Bros.: The Lost Levels című angol Wikipédia-szócikk ezen változatának fordításán alapul.  Az eredeti cikk szerkesztőit annak laptörténete sorolja fel. Ez a jelzés csupán a megfogalmazás eredetét és a szerzői jogokat jelzi, nem szolgál a cikkben szereplő információk forrásmegjelöléseként.